# 동조자
동조자(同調者, fellow traveller)는 정치 조직의 이념에 지적으로 공감하고 공식적인 회원은 아니지만 조직의 정치에 협력하는 사람이다. 소련의 초기 역사에서 볼셰비키 혁명가이자 소련 정치가인 아나톨리 루나차르스키는 포푸치크(poputchik, '같은 길을 걷는 사람')라는 용어를 만들어냈다. 나중에 레프 트로츠키가 볼셰비키 정부의 흔들리는 지식인 지지자들을 지칭하기 위해 대중화했다. 1917년 러시아 혁명의 정치적, 사회적, 경제적 목표에 철학적으로 공감했지만 소련 공산당에 가입하지 않은 러시아 인텔리겐치아(작가, 학자, 예술가)의 정치적 특성이었다. 포푸치크라는 용어는 스탈린 시대에 소련의 정치 담론에서 사라졌지만 서방 세계는 소련과 공산주의에 공감하는 사람들을 지칭하기 위해 영어 용어인 fellow traveller(동조자)를 채택했다.
미국 정치에서 1930년대, 1940년대, 1950년대에 동조자라는 용어는 주로 정치적 좌파에 대한 경멸적인 표현으로, 공산주의 사상에 철학적으로 동조하지만 미국 공산당의 공식적인 당원증 소지자(card-carrying communist)은 아닌 사람을 일컫었다. 정치 담론에서 동조자라는 용어는 공산주의 전선 조직에 이름과 명예를 빌려준 지식인, 학자, 정치인에게 적용되었다. 유럽 정치에서 동조자에 대한 동등한 용어는 다음과 같다. 프랑스에서는 Compagnon de route와 sympathisant, 독일에서는 Weggenosse, Sympathisant(중립) 또는 Mitläufer(부정적인 의미), 이탈리아에서는 compagno di strada이다.

## 같이 보기
- 제5열
- 반미주의
- 주자파
- 핑코
- 유용한 바보